# Помінкевич Сергій Петрович
Сергі́й Петро́вич Помінкевич (31 липня 1977 — 29 серпня 2014) — рядовий роти патрульної служби міліції особливого призначення «Світязь» МВС України, учасник російсько-української війни.

## Життєпис
Народився 1977 року в місті Луцьк. Закінчив луцьку ЗОШ № 15; по тому — Луцький кооперативний технікум, товарознавець. Працював заготівельником на Луцькому м'ясокомбінаті, потім — в охоронній фірмі «Скорпіон». Зрештою — в правоохоронних органах. Із дружиною їздив на заробітки в Чехію. На зароблені кошти купили хату в Заборолі. Розлучився. Пройшов час і взяв в дружини Юлію — не сприйняв її дитину як чужу. На той час помирає його батько.
У часі війни — міліціонер, рота «Світязь».
Брав участь у боях за Іловайськ. Загинув 29 серпня 2014 року у «зеленому коридорі» поміж селами Новокатеринівка та Горбатенко. 2 вересня 2014 року тіла 88-ми полеглих привезені до запорізького моргу. Як невпізнаний герой тимчасово похований на цвинтарі Запоріжжя. Упізнаний за тестами ДНК.
Вдома лишилися дружина, доньки — Марта 2013 р.н. та Юлія 2000 р.н.; мама Людмила Петрівна. 27 грудня 2014 року похований в селі Забороль. Через 3 дні після похоронів онука померла його бабуся.

## Нагороди і вшанування
За особисту мужність і героїзм, виявлені у захисті державного суверенітету та територіальної цілісності України, вірність військовій присязі під час російсько-української війни
- нагороджений орденом «За мужність» III ступеня (09.04.2015, посмертно).
- Його портрет розміщений на меморіалі «Стіна пам'яті полеглих за Україну» у Києві: секція 4, ряд 2, місце 12
- Вшановується 29 серпня на щоденному ранковому церемоніалі вшанування українських захисників, які загинули цього дня у різні роки внаслідок російської збройної агресії[3]
- Іловайський Хрест (посмертно)
- Почесний громадянин міста Луцьк (посмертно; 2018)[4]